# La Famille Upshaw
La Famille Upshaw (The Upshaws) est une série télévisée américaine créée par Regina Y. Hicks et Wanda Sykes qui est diffusée depuis le 12 mai 2021 sur Netflix.

## Synopsis
Dans cette série comique, une famille afro-américaine de la classe ouvrière vivant en Indiana affronte les difficultés du quotidien et rêve d'une vie meilleure.

## Distribution

### Acteurs principaux
- Kim Fields (VF : Annie Milon) : Regina Upshaw
- Mike Epps (VF : Jean-Baptiste Anoumon) : Bernard « Bennie » Upshaw
- Wanda Sykes (VF : Maïk Darah) : Lucretia Turner
- Diamond Lyons (VF : Enzo Ratsito) : Kelvin Upshaw
- Khali Spraggins (VF : Marie Facundo) : Aaliyah Upshaw
- Page Kennedy (VF : Diouc Koma) : Duck
- Jermelle Simon (VF : Alex Fondja) : Bernard Upshaw
- Gabrielle Dennis (VF : Audrey Sourdive) : Tasha Lewis
- Journey Christine (VF : Fanny Bloc) : Maya Upshaw

### Acteurs récurrents et invités
Introduits dans la saison 1
- Michel Estimé (VF : Franck Sportis) : Tony
- Michelle N. Carter (VF : Aurélie Konaté) : Bobbie
- Hayley Marie Norman (VF : Déborah Claude) : Kyla
- Dayna Dooley (VF : Corinne Wellong) : Sheila
- Daria Johns (VF : Kahina Tagherset) : Savannah
- Jessica Morris (VF : Élisabeth Ventura) : Amy Holmes
- Adam Lazarre-White (VF : Christophe Peyroux) : Capitaine Cam
- Jeremy Mitchell (VF : Julien Allouf) : Nathan Brash
- Diane Delano (VF : Isabelle Leprince) : Jan Dewitt
- Michael Cory Davis (VF : Mike Fédée) : Dr Keon Bevans
- Sharifa Oliver (VF : Aurélie Konaté) : Monique
- Dewayne Perkins (VF : Jhos Lican) : Hector
- Leonard Earl Howze (VF : Jean-Paul Pitolin) : Davis
- Ayaamii Sledge (VF : Vanessa Van-Geneugden) : Sidney

Introduits dans la saison 2
- April Hale (VF : Périne Lislet) : Darlène
- Lamont Thompson (VF : Thierry Desroses) : Frank
- Kym Whitley (en) (VF : Emmanuelle Rivière) : Althea Turner
- Chris Wu (VF : Glen Hervé) : Noah Yang
- Shaw Jones (VF : Cédric Dumond) : Barry
- Anais Lee (VF : Anna Lauzeray Gishi) : Steph Green
- Courtney Nichole (VF : Delphine Braillon) : Carlotta
- Dawan Owens (VF : Raphaël Cohen) : Dr. Malcolm Webber
- Chris Williams (VF : Jean-Rémi Tichit) : Larry

Introduits dans la saison 3
- Jenifer Lewis (VF : Pascale Vital) : Dr. Pearl Edmunds
- Faizon Love (VF : Boris Agondanou) : Terry
- Shondalia White (VF : Julie François) : Sharice
- Samantha Turret (VF : Pascale Chemin) : Peg
- Dominique Witten (VF : Maïté Monceau) : Ella
- Jason Huber (VF : Fabien Jacquelin) : Murkowski
- Brick Jackson (VF : Jean Vandecasteele) : Coach Hicks
- Marsha Warfield (VF : Vanina Pradier) : Glodine Upshaw
- Rosanny Zayas (VF : Marie-Eugénie Maréchal) : Sofia

Introduits dans la saison 4
- Yvette Nicole Brown (VF : Laura Zichy) : Joyce
- NeNe Leakes (VF : Vanessa Van-Geneugden) : Rolanda
- Cynthia Bailey (VF : Marie-Eugénie Maréchal) : Beth-Ebony
- Adam Hunter (VF : Yannick Jaspart) : Derek
- Frankie Faison (VF : Benoît Allemane) : Clarence
- Phil Morris (VF : Rody Benghezala) : Spencer
- Trent Mason (VF : Rémi Gutton) : Malik

## Production

### Développement
Le 20 août 2019, Netflix. a donné à la production une commande de série. La Famille Upshaw est créée par Regina Y. Hicks et Wanda Sykes, qui devraient produire aux côtés de Mike Epps, Niles Kirchner et Page Hurwitz. Push It Productions est la société de production impliquée dans la production de la série. La série est sortie le 12 mai 2021. Le 24 juin 2021, Netflix a renouvelé la série pour une deuxième saison de seize épisodes qui devrait être divisée en deux parties. La première partie est diffusée le 29 juin 2022. Le 26 octobre 2022, Netflix a renouvelé la série pour une troisième saison mise en ligne le 17 août 2023. Le 1er décembre 2023, Netflix a renouvelé la série pour une quatrième saison. La cinquième partie des six épisodes, la seconde moitié de la saison est en ligne le 18 avril 2024. En juin 2024, la série a été renouvelée pour une cinquième et dernière saison de 12 épisodes également appelée partie 7. La quatrième saison est mise en ligne le 9 janvier 2025.

### Casting
Lors de l'annonce de la commande de la série, Wanda Sykes et Mike Epps ont été choisis pour jouer le rôle principal. Le 4 mars 2020, Kim Fields a rejoint la distribution dans un rôle principal. Le 2 décembre 2020, Gabrielle Dennis, Page Kennedy, Diamond Lyons, Khali Daniya-Renee Spraggins, Jermelle Simon et Journey Christine ont été choisis pour des rôles principaux.

### Fiche technique
Sauf indication contraire, les informations mentionnées dans cette section peuvent être confirmées par la base de données cinématographiques IMDb,  présente dans la section « Liens externes ».
- Titre original : The Upshaws
- Titre français : La Famille Upshaw
- Création : Regina Y. Hicks et Wanda Sykes
- Réalisation : Sheldon Epps, Ken Whittingham, Robbie Countryman et Kelly Park
- Scénario : Mark Alton Brown, Jonathan Emerson, Anil K. Foreman et Regina Y. Hicks
- Casting : Kim Coleman, CSA
- Direction artistique : Antón Laguna
- Costumes : Wendell Johnson
- Photographie : Donald A. Morgan et Chuck Ozeas
- Son : Laura L. King, CAS
- Montage : Joanna Copland
- Musique : Chris Rob
- Production : Push It Productions
  - Production déléguée : Max Burnett, Tony Hicks
- Sociétés de production : Level 3 Post, Netflix
- Sociétés de distribution (télévision) : Netflix
- Pays d'origine :  États-Unis
- Langue originale : anglais
- Format : couleur
- Genre : Comédie américaine
- Durée : 25 – 29 minutes
- Date de première diffusion :
  - Monde: 12 mai 2021 sur Netflix
- Classification : déconseillé aux moins de 12 ans

Version française
- Société de doublage : Chinkel - VSI PARIS
- Direction artistique : Fouzia Youssef
- Adaptation des dialogues : Antoine Ledoux
- Mixage audio : Jean-Baptiste Desrues
- Montage : Jean-Baptiste Desrues
- Enregistrement sonore : Amaury Toustou

 Source et légende : version française (VF) sur RS Doublage

## Épisodes
| Saisons | Saisons | Épisodes | Épisodes        | Diffusion originale |
| ------- | ------- | -------- | --------------- | ------------------- |
|         | 1       | 10       | 10              | 12 mai 2021         |
|         | 2       | 16       | 8               | 29 juin 2022        |
| 8       | 2       | 16       | 16 février 2023 |                     |
|         | 3       | 12       | 6               | 17 août 2023        |
| 6       | 3       | 12       | 18 avril 2024   |                     |
|         | 4       | 10       | 10              | 9 janvier 2025      |

### Première saison (2021)
La première saison est mise en ligne le 12 mai 2021.
1. Une galère d'anniversaires (Birthday B.S)
2. Une petite faveur (The Hook-Up)
3. L'Échappée belle (Joy Ride)
4. De grands projets (Big Plans)
5. Sans bornes (Ridin' Dirty)
6. La Goutte de trop (Last Straw)
7. Le vide-grenier (Yard Sale)
8. Rencards (Night Out)
9. Mains de fer et gants de boxe (Gloves Off)
10. En arrière toute ! (The Backslide)

### Deuxième saison (2022-2023)
La deuxième saison est mise en ligne entre le 29 juin 2022 et le 16 février 2023.
1. Peut-être papa (Maybe Daddy)
2. La Mana de Bennie (Bennie's Woman)
3. En mode examen (Testing, Testing)
4. Tout contrôler (Control Issues)
5. Ça coince ! (Duct Up)
6. Crise capillaire (New Growth)
7. Entre sœurs (Sista, Sista)
8. En taule (Goin' In)
9. Impardonnables (The Unforgiven)
10. Un garage à domicile (Home Repairs)
11. Touchés, pas coulés (Treading Water)
12. Le bon vieux tempo (Off Beat)
13. Changement de direction (Lane Change)
14. Écoute ton cœur (Heart Wants)
15. Émotions fortes (Heart Matters)
16. Et maintenant (Now What)

### Troisième saison (2023-2024)
La troisième saison est mise en ligne entre le 17 août 2023 et le 18 avril 2024.
1. Thérapie toi-même ! (Thera Please)
2. Changement impératif (Need Change)
3. Le fruit défendu (Forbidden Fruit)
4. À toute volée (Slap Happy)
5. La vie de maman ! (Really, Mama?)
6. Ça carbure dur (Auto Motives)
7. Un miracle ou rien (Hail Mary)
8. Tellement électrique! (Electric Feels)
9. Une enquête biaisée (Background Checkered)
10. Laisse tomber les filles (Girl Trouble)
11. Le silence est d'or (Ain't Broke)
12. Comment se dire oui (Do I?)

### Quatrième saison (2025)
La première saison est mise en ligne le 9 janvier 2025.
1. Difficiles à oublier (Gone, But...)
2. Lucretia, le retour (She's Back)
3. Les paris sont ouverts ! (Running Numbers)
4. Hold-up (Hold Up)
5. Complices (Grifter, Grifter)
6. Qui, moi ? (Who, Me?)
7. Guignol au golf (Tee'd Off)
8. & Fils (& Son)
9. Causes perdues (Lost Causes)
10. Acheter maintenant ! (Buy Now)

## Accueil critique
Pour la série, l'agrégateur de critiques Rotten Tomatoes a rapporté une note d'approbation de 63 % sur la base de 8 critiques, avec une note moyenne de 7/10. Metacritic a donné à la série un score moyen pondéré de 57 sur 100 basé sur 5 critiques, indiquant « des critiques mitigées ou moyennes ».